# ももち浜ストア
『ももち浜ストア』（ももちはまストア）は、1998年3月30日からテレビ西日本（TNC）で生放送されている福岡県向けのローカル情報番組。データ放送実施。

## 概要
テレビ西日本では午前中のワイド番組として長らく『モーニングミント』が放送されてきたが、1998年、本社が百道浜（ももちはま）移転とすると同時にリニューアルスタートさせた番組であり、それ以来同局を代表する長寿番組である。
2015年3月30日より、夕方にもローカルワイドニュースを内包した夕方ワイド番組『ももち浜ストア 夕方版』（ももちはまストア ゆうがたばん）が誕生、この番組は『ももち浜S特報ライブ』へ変わり、2022年3月まで放送されたほか、いくつか関連番組が存在する（後述を参照）。
当枠はフジテレビ系列平日昼前の情報番組枠にもあたるが、基本的に東京からのネットはフジテレビ平日午前テレビショッピング枠（以下、リビング枠）の部分のみである。2000年3月までは『どうーなってるの?!』を『ナイスリビング』に改題してネットしていた。2000年4月以降は飛び乗りポイントが廃止されたため、リビング枠のみを独立させて放送。その後は『郁恵・井森のデリ×デリキッチン!』もネット番組として追加されるなどしたが、原則リビング枠のみを本編、ないしは別冊の『ももち浜ストア プラス』の後に独立させて放送する形態が続いている。『ももち浜ストア』が休止となり、東京からのネットを受けるのはFNN報道特別番組の際など限られている。

## 放送時間
本節以降の「現在」は全て2025年7月時点。

### ももち浜ストア
| 期間      | 期間      | 放送時間（日本時間）  | 放送時間（日本時間）  | 放送時間（日本時間）  |
| 期間      | 期間      | 月曜 - 水曜           | 木曜                  | 金曜                  |
| --------- | --------- | --------------------- | --------------------- | --------------------- |
| 1998.3.30 | 2008.9.26 | 9:55 - 11:00（65分）  | 9:55 - 11:00（65分）  | 9:55 - 11:00（65分）  |
| 2008.9.29 | 2009.3.27 | 9:55 - 11:15（80分）  | 9:55 - 11:15（80分）  | 9:55 - 11:00（65分）  |
| 2009.3.30 | 2011.4.1  | 9:55 - 11:15（80分）  | 9:55 - 11:15（80分）  | 9:55 - 11:15（80分）  |
| 2011.4.4  | 2013.3.29 | 9:55 - 11:00（65分）  | 09:55 - 11:15（80分） | 09:55 - 11:15（80分） |
| 2013.4.1  | 2013.8.2  | 9:55 - 10:55（60分）  | 09:55 - 11:15（80分） | 09:55 - 11:15（80分） |
| 2013.8.5  | 2013.8.9  | 10:05 - 11:05（60分） | 10:05 - 11:15（70分） | 9:50 - 11:10（80分）  |
| 2013.8.12 | 2013.8.16 | 10:05 - 11:15（70分） | 10:05 - 11:15（70分） | 9:50 - 11:10（80分）  |
| 2013.8.19 | 2013.8.30 | 10:05 - 11:05（60分） | 10:05 - 11:15（70分） | 9:50 - 11:10（80分）  |
| 2013.9.2  | 2013.9.27 | 9:50 - 10:55（65分）  | 9:50 - 10:55（65分）  | 9:50 - 11:10（80分）  |
| 2013.9.30 | 2018.3.30 | 9:50 - 10:55（65分）  | 9:50 - 10:55（65分）  | 9:50 - 11:25（95分）  |
| 2018.4.2  | 現在      | 9:50 - 11:15（85分）  | 9:50 - 11:15（85分）  | 9:50 - 11:25（95分）  |

### ももち浜ストア プラス
| 期間     | 期間      | 放送時間（日本時間）              |
| -------- | --------- | --------------------------------- |
| 2011.4.4 | 2013.3.27 | 月曜 - 水曜 11:00 - 11:15（15分） |
| 2013.4.1 | 2013.7.31 | 月曜 - 水曜 10:55 - 11:15（20分） |
| 2013.8.5 | 2013.8.28 | 月曜 - 水曜 11:05 - 11:15（10分） |
| 2013.9.2 | 2018.3.29 | 月曜 - 木曜 10:55 - 11:15（20分） |

### ももち浜DXストア
| 期間      | 期間      | 放送時間（日本時間）       |
| --------- | --------- | -------------------------- |
| 1999.4.3  | 2010.3.27 | 土曜 9:55 - 10:30（35分）  |
| 2010.4.10 | 2010.9.25 | 土曜 12:00 - 13:00（60分） |
| 2010.10.2 | 2011.3.26 | 土曜 12:00 - 12:55（55分） |
| 2011.4.9  | 2013.3.23 | 土曜 9:55 - 10:25（30分）  |
| 2013.4.13 | 2016.3.19 | 土曜 11:15 - 11:45（30分） |
| 2016.4.10 | 2016.9.25 | 日曜 8:25 - 8:55（30分）   |
| 2016.10.8 | 2018.3.31 | 土曜 12:00 - 12:30（30分） |
| 2018.04.8 | 2021.10.3 | 日曜 6:30 - 7:00（30分）   |

### ももち浜ストア 夕方版
| 期間      | 期間      | 放送時間（日本時間）               |
| --------- | --------- | ---------------------------------- |
| 2015.3.30 | 2018.3.30 | 月曜 - 金曜 16:50 - 19:00（130分） |

### にちようももち
| 期間       | 期間      | 放送時間（日本時間）       |
| ---------- | --------- | -------------------------- |
| 2021.10.17 | 2023.3.26 | 日曜 12:00 - 13:00（60分） |

## 現在の出演者
表記がない人物は、TNCアナウンサー。
| 役割                                   | 月曜日                                                                                   | 火曜日 | 水曜日                                                                                            | 木曜日                                                    | 金曜日 |
| -------------------------------------- | ---------------------------------------------------------------------------------------- | --- | ------------------------------------------------------------------------------------------------- | --------------------------------------------------------- | --- |
| MC                                     | 大谷真宏                                                                                 | 大谷真宏 | 大谷真宏                                                                                          | 大谷真宏                                                  | 坂梨公俊 |
| MC                                     | 五十嵐悠香                                                                               | 五十嵐悠香 | 五十嵐悠香                                                                                        | 高木晴菜                                                  | 高木晴菜 |
| 中継コーナー「あべちゃんカメラが行く」 | あべてつあき（レモンティー）                                                             | あべてつあき（レモンティー） | あべてつあき（レモンティー）                                                                      | あべてつあき（レモンティー）                              | あべてつあき（レモンティー）                                                                                                  |
| 中継コーナー「あべちゃんカメラが行く」 | 石橋弘崇                                                                                 | 浜﨑日香里 | 浜﨑日香里                                                                                        | 浜﨑日香里                                                | 佐藤有里香 |
| スタジオコメンテーター                 | 巻誠一郎（元サッカー日本代表） 岩本初恵（株式会社愛しとーと代表取締役）                  | 中澤裕子（元モーニング娘。・タレント）                                                                                             | たべひとみ（フードアナリスト、隔週出演） 中山淳子（ママの輝く明日を応援するDomani代表、隔週出演） | （不在）                                                  | 花田伸二（温泉ソムリエ） 山田ローラ（タレント） 河合誠（弁護士法人アディーレ法律事務所弁護士・長崎県弁護士会所属、月1回出演） |
| コーナーリポーター                     | 高村公平（ローカルタレント） 阿部桜々（タレント） ゴリけん（お笑いタレント、不定期出演） | 小雪（タレント） パラシュート部隊（矢野ペペ、斉藤優） 楠田瑠美（タレント） 松相遼（カーネギー） 瀬乃悠月（青SHUN学園、不定期出演） | 田中健二（お笑いタレント） 朝光（モデル）                                                         | えもとりえ（タレント） ブルーリバー（青木淳也、川原豪介） | 高田課長（お笑いタレント） 土居祥平（土居上野） 横山紗弓（タレント、不定期出演） 朝光（モデル、不定期出演）                   |

## 過去の出演者

### 歴代のMC
太字はTNCアナウンサー（当時含む）。
| 期間      | 期間       | 男性                | 男性                | 男性                | 男性                | 男性                | 女性       | 女性       | 女性       | 女性       | 女性       |
| 期間      | 期間       | 月曜日              | 火曜日              | 水曜日              | 木曜日              | 金曜日              | 月曜日     | 火曜日     | 水曜日     | 木曜日     | 金曜日     |
| --------- | ---------- | ------------------- | ------------------- | ------------------- | ------------------- | ------------------- | ---------- | ---------- | ---------- | ---------- | ---------- |
| 1998.3.30 | 2002.3.29  | 田久保尚英          | 田久保尚英          | 田久保尚英          | 田久保尚英          | 福田健次            | 藤城真木子 | 藤城真木子 | 藤城真木子 | 藤城真木子 | 藤城真木子 |
| 2002.4.1  | 2004.10.1  | 福田健次            | 福田健次            | 福田健次            | 福田健次            | 福田健次            | 永谷裕香   | 永谷裕香   | 永谷裕香   | 永谷裕香   | 永谷裕香   |
| 2004.10.4 | 2007.3.30  | 福田健次            | 福田健次            | 福田健次            | 福田健次            | 福田健次            | 津野瀬果絵 | 津野瀬果絵 | 津野瀬果絵 | 津野瀬果絵 | 津野瀬果絵 |
| 2007.4.2  | 2009.2.27  | 福田健次            | 福田健次            | 福田健次            | 福田健次            | 福田健次            | 津野瀬果絵 | 津野瀬果絵 | 津野瀬果絵 | 津野瀬果絵 | 高山梨香   |
| 2009.3.2  | 2012.3.30  | 福田健次            | 福田健次            | 福田健次            | 福田健次            | 福田健次            | 出口麻綾   | 出口麻綾   | 出口麻綾   | 出口麻綾   | 出口麻綾   |
| 2012.4.2  | 2013.12.27 | 福田健次            | 福田健次            | 福田健次            | 福田健次            | 福田健次            | 津野瀬果絵 | 津野瀬果絵 | 津野瀬果絵 | 津野瀬果絵 | 津野瀬果絵 |
| 2014.1.6  | 2014.6.6   | 福田健次            | 福田健次            | 福田健次            | 福田健次            | 福田健次            | 出口麻綾   | 出口麻綾   | 出口麻綾   | 出口麻綾   | 出口麻綾   |
| 2014.6.9  | 2015.3.27  | 福田健次            | 福田健次            | 福田健次            | 福田健次            | 福田健次            | 新垣泉子   | 新垣泉子   | 新垣泉子   | 新垣泉子   | 吉竹史     |
| 2015.3.30 | 2016.9.30  | 山口喜久一郎        | 山口喜久一郎        | 山口喜久一郎        | 山口喜久一郎        | 山口喜久一郎        | 新垣泉子   | 新垣泉子   | 新垣泉子   | 新垣泉子   | 吉竹史     |
| 2016.10.3 | 2018.3.30  | 大谷真宏            | 大谷真宏            | 大谷真宏            | 大谷真宏            | 大谷真宏            | 新垣泉子   | 新垣泉子   | 新垣泉子   | 新垣泉子   | 吉竹史     |
| 2018.4.2  | 2019.3.29  | 大谷真宏            | 大谷真宏            | 大谷真宏            | 大谷真宏            | 大谷真宏            | 新垣泉子   | 新垣泉子   | 新垣泉子   | 新垣泉子   | 新垣泉子   |
| 2019.4.1  | 2020.3.27  | 大谷真宏            | 大谷真宏            | 大谷真宏            | 大谷真宏            | 大谷真宏            | 浜﨑日香里 | 浜﨑日香里 | 浜﨑日香里 | 浜﨑日香里 | 浜﨑日香里 |
| 2020.3.30 | 2024.3.29  | 高橋巨典 岡澤アキラ | 高橋巨典 岡澤アキラ | 高橋巨典 岡澤アキラ | 高橋巨典 岡澤アキラ | 高橋巨典 岡澤アキラ | 浜﨑日香里 | 浜﨑日香里 | 浜﨑日香里 | 浜﨑日香里 | 浜﨑日香里 |
| 2024.4.1  | 2025.3.28  | 大谷真宏 岡澤アキラ | 大谷真宏 岡澤アキラ | 大谷真宏 岡澤アキラ | 大谷真宏 岡澤アキラ | 坂梨公俊            | 浜﨑日香里 | 浜﨑日香里 | 浜﨑日香里 | 浜﨑日香里 | 浜﨑日香里 |
| 2025.3.31 | 現在       | 大谷真宏            | 大谷真宏            | 大谷真宏            | 大谷真宏            | 坂梨公俊            | 五十嵐悠香 | 五十嵐悠香 | 五十嵐悠香 | 高木晴菜   | 高木晴菜   |

### 気象情報担当
楠田以外は全員TNCアナウンサー（当時含む）。
| 期間      | 期間      | 月曜日     | 火曜日     | 水曜日     | 木曜日     | 金曜日     |
| --------- | --------- | ---------- | ---------- | ---------- | ---------- | ---------- |
| 1998.3.30 | 2017.3.31 | （不在）   | （不在）   | （不在）   | （不在）   | （不在）   |
| 2017.4.3  | 2019.3.29 | 浜﨑日香里 | 浜﨑日香里 | 浜﨑日香里 | 浜﨑日香里 | 浜﨑日香里 |
| 2019.4.1  | 2019.9.27 | 佐藤有里香 | 佐藤有里香 | 佐藤有里香 | 阿江保智   | 阿江保智   |
| 2019.9.30 | 2020.3.27 | 阿江保智   | 阿江保智   | 佐藤有里香 | 佐藤有里香 | 佐藤有里香 |
| 2020.3.30 | 2021.3.26 | 高木晴菜   | 高木晴菜   | 五十嵐悠香 | 五十嵐悠香 | 五十嵐悠香 |
| 2021.3.29 | 2022.4.1  | 赤木希     | 赤木希     | 赤木希     | 赤木希     | 赤木希     |
| 2022.4.4  | 2023.3.31 | 五十嵐悠香 | 五十嵐悠香 | 楠田瑠美   | 高木晴菜   | 高木晴菜   |
| 2023.4.3  | 2023.9.29 | 五十嵐悠香 | 高木晴菜   | 高木晴菜   | 五十嵐悠香 | 楠田瑠美   |
| 2023.10.2 | 2024.3.29 | 高木晴菜   | 高木晴菜   | 五十嵐悠香 | 五十嵐悠香 | 楠田瑠美   |
| 2024.4.1  | 2025.3.28 | 五十嵐悠香 | 高木晴菜   | 五十嵐悠香 | 高木晴菜   | 楠田瑠美   |
| 2025.3.31 | 2025.7.4  | 楠田瑠美   | 浜﨑日香里 | 浜﨑日香里 | 浜﨑日香里 | 佐藤有里香 |
| 2025.7.7  | 現在      | 石橋弘崇   | 浜﨑日香里 | 浜﨑日香里 | 浜﨑日香里 | 佐藤有里香 |

### ニュース担当キャスター
- 坂梨公俊（TNCアナウンサー、2015年3月30日 - 2016年4月1日） - 過去に不定期で「新人アナにおまかせ!」を担当。2015年度は「TNC 6時のニュース」キャスター。
- 松尾幸一郎（TNCアナウンサー、2016年4月4日 - 2021年3月23日） - 2016年4月から2017年9月までは「みんなのニュース 福岡」キャスター、2017年10月2日から2021年3月23日まではフィールドリポーターをそれぞれ務めた。
- 四位知加子（TNCアナウンサー、2015年3月30日 - 2018年3月30日） - 2012年12月までは中継を担当。2014年4月から2015年3月は「赤ちゃんこんにちは」のナレーションを担当。夕方版開始と同時に本番組内の夕方ニュースコーナー（TNC 5時のニュース/6時のニュース/みんなのニュース 福岡）のキャスターを担当した。出産準備に伴い、夕方版最終回の2018年3月30日をもって卒業。

### スタジオコメンテーター・リポーター
- 出光加奈子（当時タレント） - かつてケン坊とともに旅コーナーを担当。
- 林さやか（モデル・タレント） - 一時期、月曜日のレギュラーとして出演していた。
- 中西梨紗 - 水曜日の「イケメン犬のシネマパラダイスと木曜日の「コロコロ動物園」を担当。
- 咲（大村咲子、当時タレント） - 金曜日のアウトドア企画を担当。
- 後川由香 - 不定期で「遊んじゃおう」水曜日を担当。
- おたこぷー（プー&ムー）
- 早川和美 - 水曜日の「レディな水曜日」を担当。
- ヨンヘ - 月曜日の「グルメマンデー」を担当。
- ブッキー（寿一実） - 木曜日の「まるごと韓国!コリアン木曜日」を担当。
- ダニー馬場 - 火曜日の「復活!みんなの街ソング」を担当。
- 西川傑志（俳優・歌手） - 水曜日の「こんだて応援団」を担当。
- 畑野優理子（当時TNCアナウンサー） - 入社直後にコーナーを担当していた。
- マニカ（タレント） - 水曜日の「シネマパラダイス」を担当。
- 江坂透（当時TNCアナウンサー） - 中継を担当。また、クイズコーナーの進行役を務めていた。
- 吉田俊彦 - 「スマイル体操」の指導役を務めていた。
- さこたかな - インフォマーシャルコーナー「情報アップる」を担当。
- ニーナ（現：長谷川ニイナ、タレント） - ブッキーとともに金曜日の「ニーナ&ブッキーの「それってな〜に？」」を担当。
- MACO （モデル・タレント） - インフォマーシャルコーナー「ぐっチョイ」を担当。
- 岡野もえ - 水曜日の「水曜トラベラー」を担当していた。
- えとう窓口（Wエンジン） - 「ももコロカンパニー」を担当。
- 香月亜耶乃 - 「ももコロカンパニー」を担当。
- 金田昇大（スリーナイン） - 金曜日のコーナーを担当。
- 高木翔子 - 「ももコロカンパニー」を担当。
- 岡田良昭（気象予報士） - 夕方版2015年度の気象情報を担当。
- 渡辺徹  - 「ジモトシュラン」
- 池内祐介　-夕方版「チューモクLive」担当。
- 濱地佳世子（フードディレクター） - 「Go!Go!Cooking!」担当。
- 灰崎知裕（ゆとりの空間シェフ） - 「Go!Go!Cooking!」担当。
- 中橋義幸（ホテル日航福岡総料理長） - 「Go!Go!Cooking!」担当。
- 幾田淳子（フードコーディネーター） - 「Go!Go!Cooking!」担当。
- keiko（フードアナリスト） - 「Go!Go!Cooking!」担当。
- ケン坊高田 - 「調べっCiao!」担当。
- 杉山39 - 木曜「杉山39のサンキューです!」担当。
- 内堀富美
- 内田夏美
- 安彦拓郎
- 山本由貴
- たける - 金曜「とれたて！」またはカレー企画担当
- 椎木樹人（劇団「ガラパゴスダイナモス」主宰） - 月曜 - 木曜[注 23]コメンテーター兼「朝刊ココ見て」担当。2020年3月27日放送回をもって降板[9]。
- 阿江保智（TNCアナウンサー） - 月・火曜の中継コーナー及び気象情報担当。
- 藤本一精 - 火曜特集「とれたて!」担当
- 橋本真衣（TNCアナウンサー）- 月曜「ゴリおし!」担当
- そよかぜましお - 金曜「エンタメまるっと一週間」担当。
- 嵯峨聖子（芸能リポーター、2017年8月4日 - 2021年3月26日） - 金曜「エンタメまるっと一週間」担当[10][11]。
- 磯田久美子 - 火曜特集担当。2021年3月23日放送回をもって降板[12]。
- 大池瑞樹・山口託矢・中村昌樹・藪佑介（九星隊（ナインスターズ）） - 「パンスターグラム」と「フクオカランキング」（各メンバーで隔週で出演）を担当。2021年3月をもって大池・山口・中村の3人が降板。以降、藪のみ2022年3月まで出演していた。
- 赤木希（TNCアナウンサー） - 月曜日の中継コーナー及び気象情報担当。
- 岡野綾夏（タレント、2020年3月30日 - 2022年3月28日） - 月曜「フクオカQ」担当[13]
- 池尻文（タレント、2021年3月29日 - 2022年9月26日）- 月曜「ばってんグルメ」担当[14][15]。
- 山口たかし（EE男）
- 小野彩香（フリーアナウンサー、2022年4月8日 - 2023年3月31日） - 「ももちタイムズ」のリポート担当[16][17]。
- 倉田真由美（漫画家） - 木曜スタジオコメンテーター。2023年9月28日放送回をもって降板。
- 長谷川まさ子（芸能リポーター、2021年4月2日 - 2024年3月29日）- 金曜エンタメコーナー（「エンタメ7」→「週刊ガイロくん」）を担当[18][19]。
- 角田華子（キャスター・タレント、2024年4月4日 - 2025年3月27日） - 木曜スタジオコメンテーター[20][21]
- 岡澤アキラ（タレント、2016年10月12日 - 2025年6月25日）- 水曜「うどんMAP」担当。2020年度 - 2024年度はMCを兼任していた（詳しくは前述）。

### 夕方版・コメンテーター
- 星乃治彦（福岡大学人文学部教授）
- 宮崎哲弥（評論家）
- 月曜日・火曜日
  - 青池良輔（クリエイティブディレクター）
- 水曜日
  - 家永由佳里（弁護士）
- 木曜日
  - ニック・サーズ（Fukuoka Now編集長）
- 金曜日
  - 岩本初恵（愛しとーと代表取締役社長・ラジオパーソナリティ）

岩本と下記のいずれか（曜日不定の一人になる場合有り）が出演する。
  - 武田鉄矢（俳優・歌手）
  - 東尾理子（プロゴルファー）
  - 樋渡啓祐（元武雄市市長）

- 曜日不定
  - 本村健太郎（弁護士）
  - 森光太郎（リトル・ママ代表取締役社長）
  - 佐藤剛史（九州大学大学院農学研究院 教授）
  - 坂井政美（西日本新聞社論説委員）
  - Dr.コパ（風水師）
  - 帆足千恵（インアウト代表取締役副社長）

## 主なコーナー（ももち浜ストア）
2025年7月現在。コーナー名の前に☆があるものは原則毎週放送、＊があるものは公式YouTubeチャンネルでも視聴可能。

### 月曜日
☆フクオカQ（担当：高村公平）
福岡県内の「キニナル話題」をクイズ形式で紹介するコーナー。
☆＊Zちゃんと昭平さん（担当：阿部桜々）
Z世代である阿部と、昭和世代の「昭平さん」が昭和時代と平成時代の魅力を体験するコーナー。

### 火曜日
小雪のすごスキル（担当：小雪）
料理や掃除など、生活にまつわる様々な裏ワザを小雪が体験するコーナー。
突撃!隣のばぁばゴハン（担当：小雪）
小雪が人生の大先輩を訪問して生きるヒントを聞き、美味しいご飯をいただくコーナー。
☆＊パラぶらり（担当：パラシュート部隊）
パラシュート部隊の2人が福岡県内を町ブラする企画。毎回ミッションが課せられ、2022年3月まではルーレットでミッションを決定していたが、同年4月にコーナーがリニューアルされ、街の魅力をかるたでPRする「かるたの旅」がメインとなった。その後、2025年4月に再びコーナーがリニューアルされ、新ミッションとして、しりとり縛りで街のグルメを紹介し、完成したしりとりの数だけ視聴者にQUOカードがプレゼントされる「飯しりとり（めしりとり）」がスタートした。
くす玉るみのハッピーはっぴ（担当：楠田瑠美・カーネギー松相遼）
幸せな人やおめでたいところへ駆けつけ、くす玉を割ってお祝いするハッピー共有企画。
家計応援!お得パトロール!（担当：瀬乃悠月）
「お得マニア」の瀬乃が福岡県内を駆け巡り、1円でもお得になる情報を探るコーナー。

### 水曜日
ウチの町では大ニュース（担当：田中健二）
全国的なニュースの影に隠れた、福岡県内のどローカルなニュースをお届けするコーナー。
AGETATE（担当：田中健二）
福岡県内で揚げたてグルメを食べるコーナー。番組の精鋭チームにより揚げたての瞬間のリアルな音声や映像をお届けする。
ケンコー田中の健康バンザイ!（担当：田中健二）
街ゆく人の独自の健康法を調査する健康情報バラエティコーナー。
☆＊うどんMAP（担当：朝光）
福岡県内の人気店や隠れた名店を発掘し、紹介するコーナー。2017年11月・2018年12月・2019年12月にこれまで行った店の中からそれぞれ100杯を厳選した本が出版されている。また、2018年10月6日からは、本コーナーを単独番組化させた『うどんMAPサタデー』が放送されている（後述）ほか、2019年以降は、毎年2月に本番組をベースとした全国ネットの特別番組も放送されている（後述）。2025年4月2日、岡澤が本コーナーから卒業することを発表し、それに伴う後任候補を「2代目『うどんの人』」としてオーディション形式で募集。その後、同年5月31日放送の『うどんMAPサタデー』内で、岡澤が同年6月いっぱいで番組を卒業することが発表された。岡澤卒業後の同年7月2日からは、「2代目うどんの人」に決定した朝光が本コーナーを担当。

### 木曜日
☆木曜日のチューモク（担当：えもとりえ）
福岡県内でいま注目するべきグルメ・お店・ワードを紹介するコーナー。
＊ヒマつ武士（担当：ブルーリバー川原豪介）
ブルーリバーの川原が武士に扮して町の人々の個人的な暇つぶしスポットを調査し、知られざる魅力を探るコーナー。コーナー初期はブルーリバーの2人で担当。
＊あなたの名前でロケします（担当：ブルーリバー青木淳也）
ブルーリバーの青木が街ゆく人に「あなたの名前は何ですか？」と聞いて、その名前をテーマにロケを行うコーナー。コーナー初期はブルーリバーの2人で担当。
＊愛すべきバカだなぁグルメ（担当：ブルーリバー青木淳也）
ブルーリバーの青木が思わず「バカだなぁ〜」と言ってしまうグルメを探すコーナー。

### 金曜日
☆週末GO!（担当：高田課長）
日帰り旅スポットや人気のバスツアーなど、週末「GO!」できるスポットやモノ・コトを紹介するコーナー。「定食さんぽ」などの企画も行われる。
☆愛され食堂 ～つないで100年〜（担当：土居祥平）
合計の創業年数が「100年」を超えるまでエリア内の飲食店を食べ歩き、お店の歴史と長く愛され続ける秘訣を調査するコーナー。
ピタッと。ランキング（担当：横山紗弓）
福岡の情報最先端エリアで「今売れているもの」を徹底調査するコーナー。
朝光のあさひる土鍋ごはん（担当：朝光）
福岡県内の生産者の元で旬食材の収穫体験を行い、その食材を使ったレシピを披露するコーナー。
〜身近なトラブルを相談〜 教えて！河合先生（担当：河合誠）
身近な相談や悩み事、トラブルについて法律的観点から解説するコーナー。
☆F CO-OP presents はじマル ～はじめての○○～
生まれて初めての○○に挑戦する子どもたちの“素”の表情を紹介するコーナー。

### 帯企画
ピタッと。ニュース
今福岡で話題、注目すべき旬の情報を日替わりで伝える。
中継「あべちゃんカメラが行く!」
九州各地のスポット等を紹介する。
あべちゃん（あべてつあき）と各曜日の気象情報担当が伝える。
気象情報
通常時は中継先から、最初のトピックの後及び11時過ぎに最新の天気を伝える。
※大雨・台風接近時等はスタジオから気象予報士が気象情報を伝える。
エンタメピタッと。
エンタメ情報を紹介するコーナー。
クイズひるめし前
簡単なクイズを出題するコーナー。

### 夕方版・主なコーナー
FNNみんなのニュース 福岡
『TNCスーパーニュース』の後継となるニュースコーナーで、四位と山口が担当（初代の松尾は18時台のみ、山口は17時台も出演）。2015年度は『TNC 5時のニュース』及び『TNC 6時のニュース』。2015年4月24日までは17:20、2016年4月1日までは17:00 - 17:25、2017年3月31日までは16:52 - 17:10まで「みんなのニュース」を内包していた。2017年4月3日からはローカル部分で全国ニュースも包括する（16:54頃 - 17:03頃）。17:53 - 18:14（2016年4月1日までは17:54 - 18:15）までは『FNNみんなのニュース』を内包する（2015年度はタイトル改題、2016年度以降は改題無し）。「みんなのニュース」内の「みんなのふるさと」は2015年4月27日よりネットしていたが、2016年4月4日からは再び非ネットになる。その日の夜にTNCでホークス戦中継がある場合は、その中継に充てられるため18:15以降のローカルニュース部分が短縮もしくはももスポが休止という扱いになっていたが、2016年5月からはホークス戦中継が18:35から18:14に繰り上げとなった（その際、18:14:30程度でその日のももち浜ストア夕方版は事実上終了し、番組に内包される形でホークス戦中継が19:00まで行われ、CMなしで19:00からの中継に入る）。そのため同月以降は、17時10分から17時30分まで5時台パートが延長され、事実上の6時台代替となる。
一部局がネットする「ワイドの通やく」は本番組では放送されなかったが、2017年1月から「ワイドの通やく」の後コーナーである「やくさん」および17:53までの同時ネットを開始。2017年度からは16時台のネットが無くなり「やくさん」部分のみのネットになる。なお、2015年度の「TNC 5時のニュース／6時のニュース」はキー局のタイトルが一切入らないローカルワイドニュースとして、TNCでは1984年終了の『テレポートTNC』以来31年ぶりだった。これにより、在福テレビ局すべての夕方のニュースのタイトルにキー局のタイトルが入らなくなったが、2016年4月の改編でTNCに関しては廃止された。
キャスターのいずれかが夏期休暇等で休む場合、基本的にMC担当（山口・新垣）以外のTNCアナウンサーが代打を担当する。
2016年1月4日は「夕方版」及び「FNNみんなのニュース」が休止になったことから、『FNNニュース』（EPG上はTNCニュース）に内包する形で本コーナー（TNC 6時のニュース）のみの放送を行った。
2016年4月以降はフジテレビ系フルネット局で「みんなのニュース」が入らない局はサガテレビ（かちかちPress）のみとなる（クロスネット局を含むとテレビ宮崎の『UMKスーパーニュース』も該当）。
週末は土・日曜17:30 - 18:00に『TNC みんなのニュース Weekend』（前半は『FNN みんなのニュース Weekend』のネット、後半はローカルニュース）を放送。
ももスポ
ホークスとアビスパとギラヴァンツ情報を中心としたスポーツコーナー。吉川が担当。
とことん!!
福岡のニュースや話題になっている現場に駆けつけ、”とことん”取材する。
チューモクLive
中継コーナー。池内・えもと・高田・高村・矢野のいずれか日替わりで担当。紹介した店・場所によっては、当日もしくは翌日利用者に先着特典や視聴者プレゼントが付くことがある。
ももち浜調査隊
毎日テーマを変え、様々なことを調査する。
鉄矢がゆく!
金曜コメンテーターの武田と金曜MCの吉竹が福岡のあちこちを歩くコーナー。なお、火曜19:00に不定期でこのコーナーの内容をまとめた特別篇を放送している。
気象情報
明日及び週末の天気を伝える。益山が担当。

## テーマ曲
- 朝版テーマ曲作曲：Tomoki Kono
- Let Sing / HOLIDAYS OF SEVENTEEN（朝版・過去）
- Come Come Come / Maia Hirasawa（朝版OP・過去）
- HAPPIEST FOOL / Maia Hirasawa（朝版ED・過去）
- Someday / Michael Bublé ft. Meghan Trainor（朝版OP）
- Title / Meghan Trainor（朝版ED）
- Soak Up the Sun / シェリル・クロウ（夕方版）

## 関連番組

### ももち浜ストア プラス
2011年4月4日から2018年3月29日まで放送されていた関連番組で、月曜から木曜までの週4日間、番組本編の終了直後に放送されていた。
日替わりの出演者2人がMCを務める。ローカル情報の伝達に加えて企業や製品の特集を行うことが多く、インフォマーシャル番組の性質が強い。また、『ハチナビプラス ギュギュっと!』で放送されていたショートアニメ『ピチ高野球部』が放送されている（『ハチナビ』時代の2010年2月から放送、FNS九州・沖縄各局でも引き続き放送）。

#### 出演者 (MC)
※出演当時の名義で記載。
- 月曜日
  - ケン坊田中
  - 若田部佳代
- 火曜日
  - えもとりえ
  - 矢野ペペ（パラシュート部隊）
- 水曜日
  - 内堀富美
  - ヨンヘ
- 木曜日
  - 高田課長
  - 西川有紀子
- 帯担当
  - 奈緒 - インフォマーシャルコーナー「おすすめ通信 なおちゃんねる」を担当。

### ももち浜DXストア
1999年4月3日から2021年10月3日まで放送されていた関連番組。内容は、その週に番組本編で放送した中で問い合わせ・反響が大きかった企画と映画情報で成り立っている。2010年3月までは、後枠の『土曜NEWSファイル CUBE』が放送時間を拡大する際に放送を休止していた。

### うどんMAPサタデー
毎週土曜 18:30 - 19:00。2018年10月6日開始。水曜日に放送している「うどんMAP」を土曜夕方に単独番組化させたもの。TVerでの見逃し配信に対応している。

### ニッポンわが町うどんMAP
本番組内の「うどんMAP」の全国版で、2019年から毎年の2月下旬にFNS系全国ネットで放送されている。放送時間は16:05 - 17:25。
2019年は、2月24日にテレビ西日本開局60周年記念特別番組として放送した。出演は博多華丸・大吉、井森美幸、前園真聖、宮川大輔、井上こん、飯尾和樹（ずん）、ダイアン、サンシャイン池崎、岡澤アキラ、橋本真衣。
2020年は、「ニッポンわが町うどんMAP2」として2月23日に放送。出演は博多華丸・大吉、橋本真衣（MC）、陣内智則、橋本マナミ、松井咲子（以上パネラー）、飯尾和樹（ずん）、あばれる君、カミナリ、岡澤アキラ（以上リポーター）。ちなみに、進行パートの収録には福岡市内の「因幡うどん」（華丸の行き付けのうどん店）を使用している。
2021年は、「ニッポンわが町うどんMAP3」として2月28日に放送。出演は博多華丸・大吉、橋本真衣（MC）、ケンドーコバヤシ、岡部大（ハナコ）、生見愛瑠（以上パネラー）、達川光男、岡澤アキラ（以上リポーター）。
2022年は、「ニッポンわが町うどんMAP4」として2月27日に放送。出演は博多華丸・大吉、浜﨑日香里（MC）、井森美幸、川島明（麒麟）、吉村崇（平成ノブシコブシ）（以上パネラー）、飯尾和樹（ずん）、岡澤アキラ（以上リポーター）。
2023年は、「ニッポンわが町うどんMAP5」として2月26日に放送。出演は博多華丸・大吉（MC）、西田幸治（笑い飯）、U字工事、中野美奈子、馬場ももこ（以上特別審査員）、合谷祥一（香川大学名誉教授）、山本純子（冷凍食品ジャーナリスト）、井上こん、長谷晶之（埼玉を日本一のうどん県にする会 会長）、岡澤アキラ（以上うどんマニア）、橋本真衣（アシスタント）。
2024年は、「ニッポンわが町うどんMAP6」として2月25日に放送。出演は博多華丸・大吉（MC）、ケンドーコバヤシ（パネラー）、U字工事、Aマッソ、岡澤アキラ（以上リポーター）、橋本真衣（アシスタント）で、進行パートの収録には「因幡うどん」を4年振りに使用した。
2025年は、「ニッポンわが町うどんMAP7」として2月23日に放送。出演は博多華丸・大吉（MC）、ケンドーコバヤシ、岡澤アキラ（以上パネラー）、平子祐希（アルコ&ピース）、ななまがり、高岸宏行（ティモンディ）（以上リポーター）、橋本真衣（アシスタント）で、進行パートの収録には久留米市内の「立花うどん」（華丸・大吉の行き付けのうどん店）を使用している。

### ももち浜S特報ライブ
前述の『ももち浜ストア 夕方版』を発展させた夕方のニュースワイド番組。

### にちようももち

#### 概要
毎週日曜 12:00 - 13:00。2021年10月17日からスタート。『ももち浜ストア』と同様、スタジオから生放送。
2021年11月21日放送回でジャルジャルがスペシャルゲストとして登場した。
2022年4月3日は「全日本選抜柔道体重別選手権大会2022」を放送する関係上、番組を休止した。
2023年3月5日放送回で同年3月末での放送終了を発表。同月26日の放送をもって終了した。

#### 出演者
終了時点
- MC
  - 五十嵐悠香（TNCアナウンサー）
  - あべてつあき（レモンティー） - 2022年3月まで「あべちゃん赤木アナの気ままにLIVE」を担当し、2022年10月9日放送回よりMCとして復帰。
  - ゴン太（番組公式アイドル犬） - 2022年9月4日より出演。

- 週替わりレギュラー（ももち浜ストア各曜日のレギュラー出演者から1名）
- 秋山竜次（ロバート） - VTR出演
- とらんじっと（あらた、原ノコシ） - VTR出演

途中で降板した出演者
- 赤木希（TNCアナウンサー） - 「あべちゃん赤木アナの気ままにLIVE」を担当。
- 磯田久美子 - 中継コーナー「おトク田久美子の値切ってナンボ！」を担当
- 高木晴菜（TNCアナウンサー） - MC

#### 主なコーナー（にちようももち）
- 「週間!ももちタイムズ」
  - 『ももち浜ストア』の「ももちタイムズ」の週間版で、福岡で起きた1週間のニュースや話題を、曜日ごとにコンパクトにまとめて紹介する。

- 「あべちゃん赤木アナの気ままにLIVE」
  - ももち浜ストア内の中継コーナー「あべちゃんカメラが行く」と同様、福岡県内のスポットをあべと赤木アナが現地から生中継で紹介する。

- 「今週のイチ推し!プレゼン対決」
  - 『ももち浜ストア』や『ももち浜S特報ライブ』でお届けした絶品グルメやお役立ちグッズの中から、五十嵐アナと高木アナが今週のイチ推し商品を選び、視聴者プレゼントをかけてプレゼンバトルを行うコーナー。視聴者はももち浜ストア公式Instagramへ投票し、投票数の多い商品の方から抽選で商品券が当たる。

- 「ロバート秋山自由案件」
  - ロバートの秋山による「福岡で休日にやりたいことをひたすら楽しむ」という主旨のコーナー。

- 「おトク田久美子の値切ってナンボ！」
  - 磯田久美子・とらんじっとによるコーナー。中継先のお店の商品をかけてサイコロを転がし、サイコロの出た目に応じて特別価格に割り引くという趣旨で行われる。

- 「ゴン太のにちよう生さんぽ」
  - 番組公式アイドル犬のゴン太と共に、MC2人が福岡県内の癒しスポットを散歩するコーナー。

- 「岡澤アッキーラのラーメンMAP」
  - 岡澤アッキーラ（あべてつあき）によるコーナー。「うどんMAP」のオマージュ企画で、福岡県内のラーメン店を紹介する。当番組の終了後も、『ももち浜ストア』内で不定期企画として放送されている[注 27]。

- 「気象情報」
  - オープニング直後および12時54分過ぎに最新の天気を伝える。担当は五十嵐アナと高木アナ。

### ももち浜情報局
- 毎週日曜12:55 - 13:00。2023年4月9日から同月30日まで放送されていた。

## 関連サイト
番組は、温泉宿の紹介を行う「温泉ストア」というウェブサイトを運営している。温泉ストアでは九州全域の温泉地から宿を検索でき、詳しい紹介や宿の紹介動画が見られる。また、番組の特集や「マル得花田情報」の映像も収められている。

## 関連商品

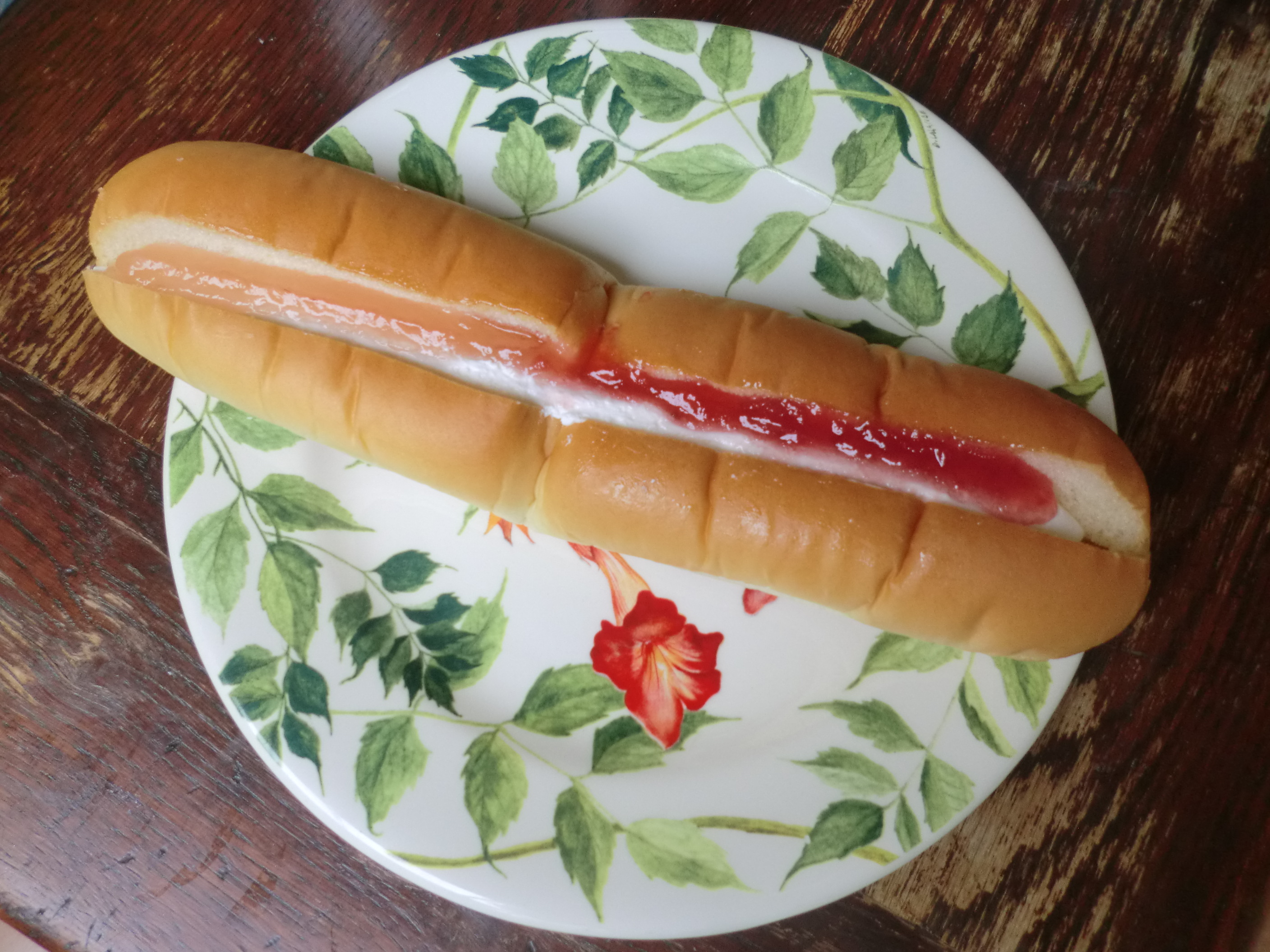
ダブルサンド

ももち浜ストアの「商品」を開発すべく、2011年に「公平の新商品開発部」という企画が開始された。この企画では福岡市内のマンションのリノベーションを行ったほか、山崎製パンと共同で「コッペパン（いちじくジャム＆ホイップ）」を開発した。コッペパンは九州全域と山口県の一部で11月1日から12月末までの2か月間販売され、1か月に35万個を売り上げた。
企画そのものは2011年度で終了したが、2012年にも山崎製パンとの共同開発企画が行われている。今年は男女のチームに分かれて開発を行い、それぞれ「鶏そぼろパン（はかた地どり使用）」、「ダブルサンド（あまおう苺ジャム＆とよみつひめジャム）」を開発した。どちらのパンにも福岡県産の米粉、福岡県産の「とよみつひめ」（イチジクの品種）や「あまおう」（イチゴの品種）といった地元の食材が使われている。パンは九州全域と山口県の一部で11月1日から発売されている。